# Niagara Mohawk Building
El Niagara Mohawk Building es un edificio clásico art déco, se ubica en la ciudad de Syracuse, en el estado de Nueva York (Estados Unidos). Fue construido en 1932 y fue la sede de Niagara Mohawk Power Corporation, lo que era "entonces la empresa de servicios eléctricos más grande del país". Desde entonces, la empresa ha sido adquirida por fusión en National Grid. Fue remodelado en 1999 e incluido en el Registro Nacional de Lugares Históricos como el Niagara Hudson Building en 2010.
Tiene 7 pisos y mide 34,14 metros de altura. En la fachada, sobre la entrada principal, hay una estatua de 8,5 metros de altura llamada Spirit of Light (Espíritu de luz).
El edificio fue incluido en el Registro Nacional de Lugares Históricos de Estados Unidos en junio de 2010. La lista se anunció como la lista destacada en la lista semanal del Servicio de Parques Nacionales del 25 de junio de 2010. Fue nominado por la Junta de Preservación Histórica del Estado de Nueva York para su inclusión en el Registro Nacional de Lugares Históricos en diciembre de 2009. La Junta describió el edificio como "'un ejemplo excepcional de arquitectura art déco y un símbolo de la Era de la Electricidad'".

## Galería

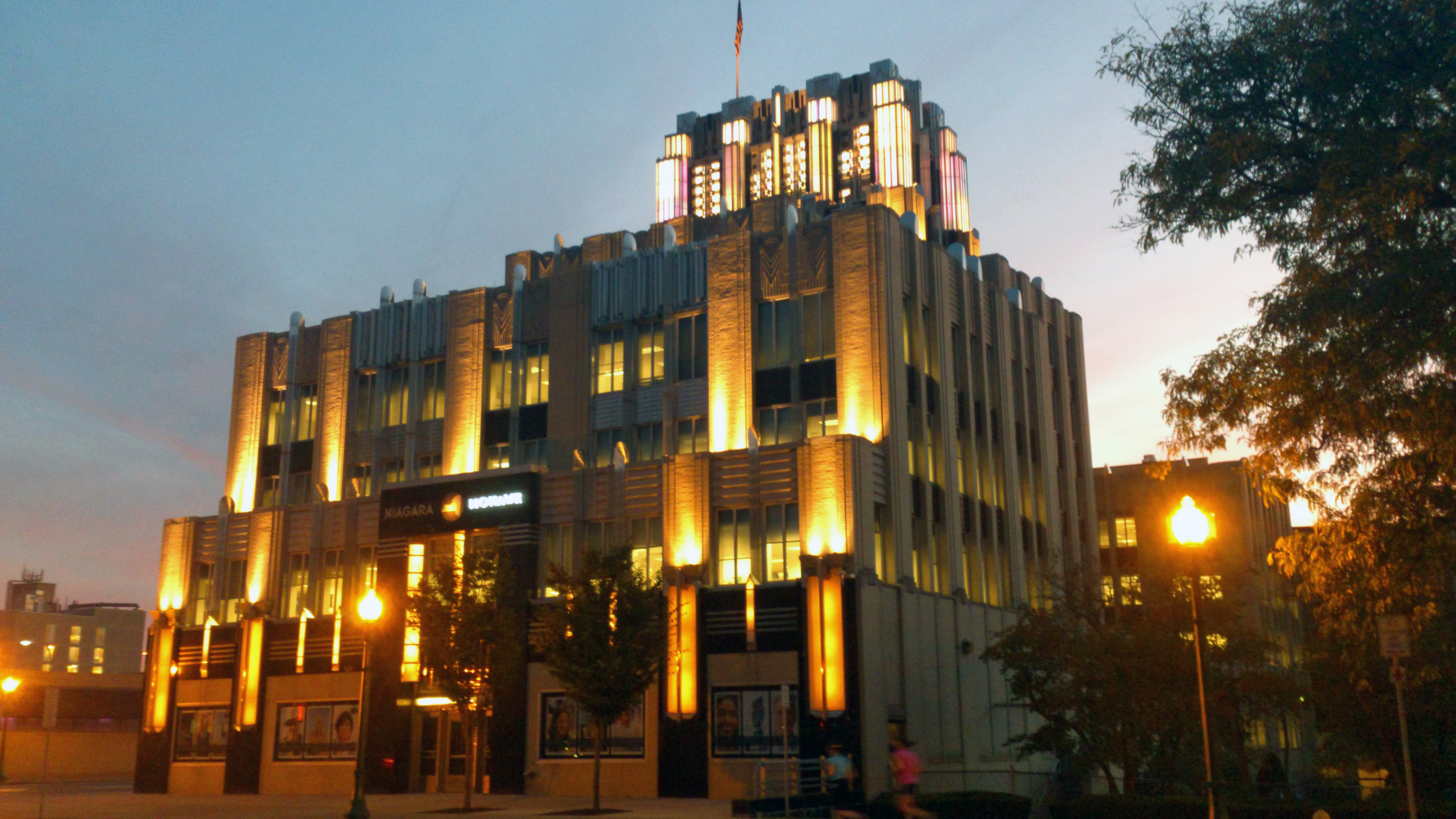
Iluminación nocturna
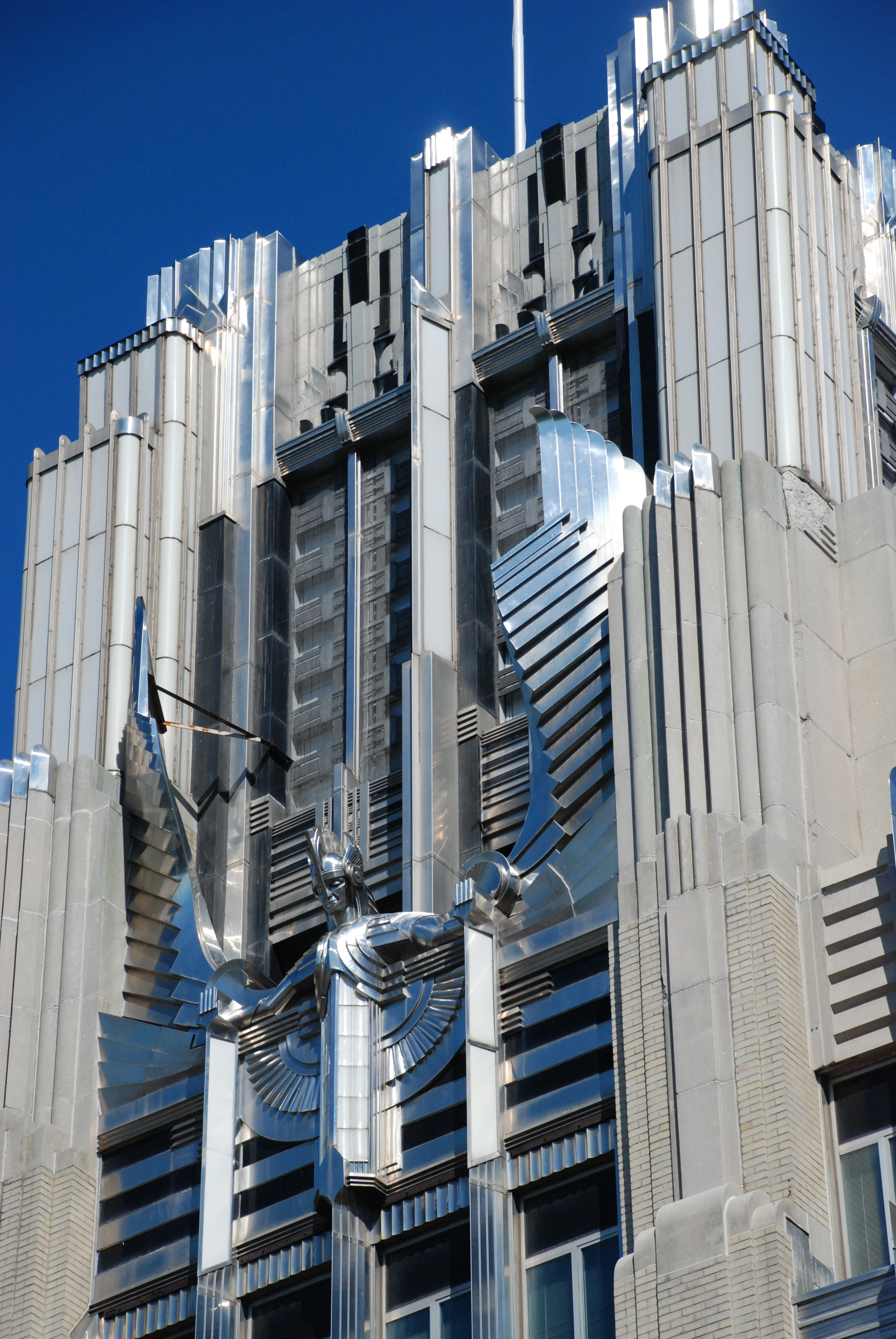
Spirit of Light
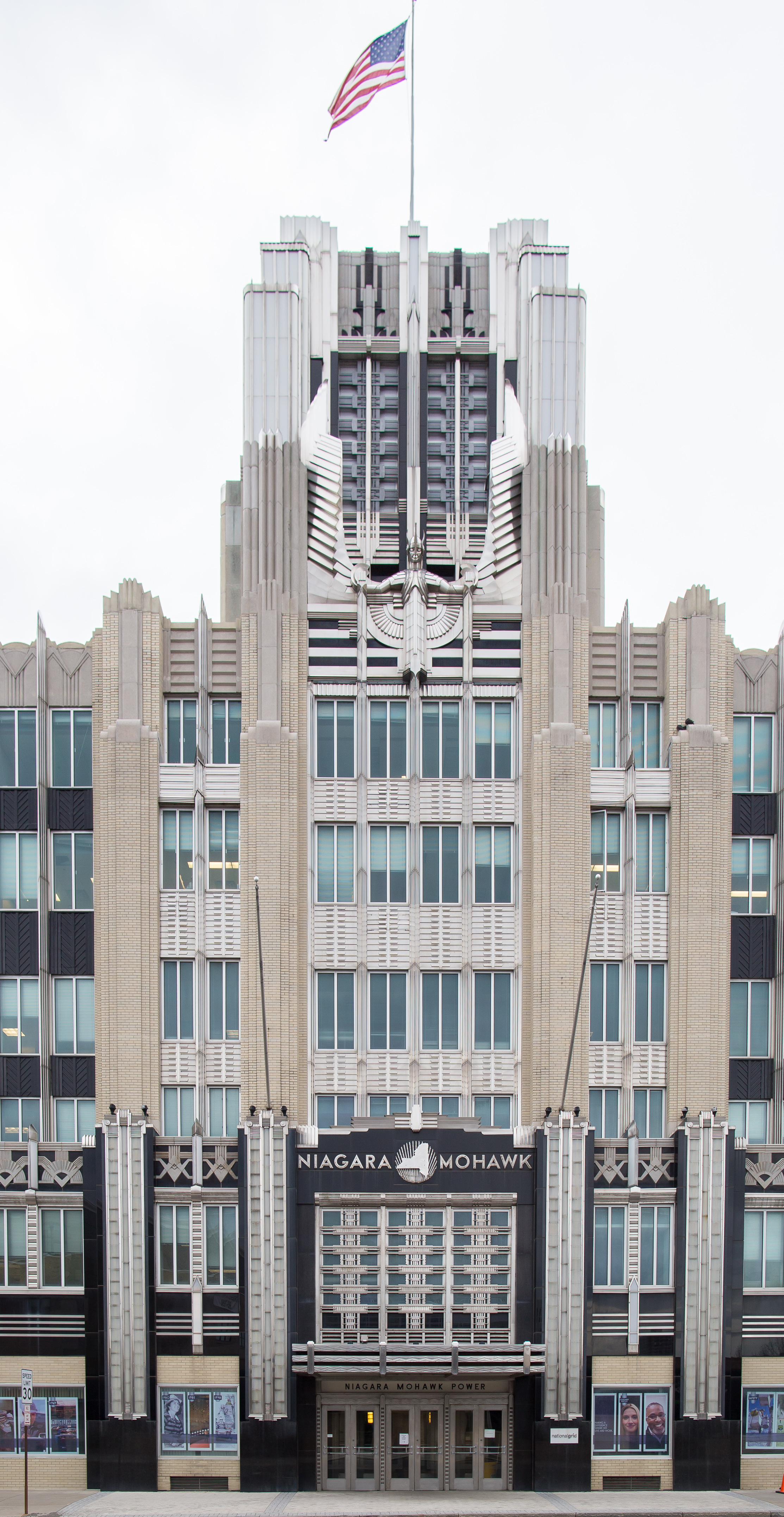
Fachada principal